# Centre international de conférence Kenyatta
Le centre international de conférence Kenyatta (en anglais Kenyatta International Conference Centre et en swahili Ukumbi wa Mikutano wa Kimataifa wa Kenyatta) aussi connu sous son sigle KICC inauguré en 1974 est, avec sa hauteur de 105,16 mètres, le troisième plus haut édifice de Nairobi. L'immeuble est réalisé par l'architecte norvégien Karl Henrik Nøstvik , avec l'architecte kenyan David Mutiso.

## Historique

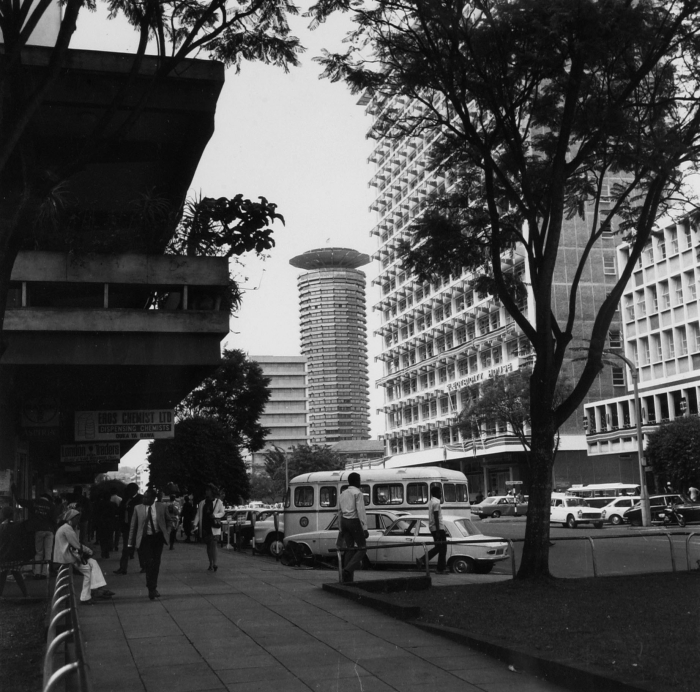
Vue sur la rue à Nairobi avec le Kenyatta International Conference Centre (K.I.C.C.) en arrière-plan. Photo prise 10 ans après l'indépendance du Kenya

C'est sous l'influence du premier président kényan Jomo Kenyatta, voulant faire de Nairobi un centre international d'échange et de commerce important, qu'est entreprise, en 1966, la construction du complexe. Terminé en 1973, il est inauguré en 1974.
En 1989, dans des circonstances qui restent nébuleuses, la propriété passe dans les mains du KANU, l'unique parti politique autorisé à cette époque. En 2003, après une bataille juridique devant la Haute cour (High Court) de Nairobi entre le Gouvernement kényan et le KANU, cette propriété est rendue à l’État et le parti expulsé.
Entre 2004 et 2007, le complexe est réorganisé et rénové.
En 2013, la salle Amphithéâtre devient le lieu de réunion du Sénat national.

## Caractéristiques
Le centre de conférence est composé de deux bâtiments distincts mais reliés entre eux par une galerie couverte et une seconde ouverte.
- La galerie couverte comporte, entre autres, un commissariat de police, un bureau de poste, une agence bancaire, une agence de voyage, des boutiques de souvenir.
- L’Amphithéâtre :
  - haut de 30 mètres, sa forme rappelle celle d'une hutte,
  - auditorium circulaire de 800 places disposées sur trois étages et d'une tribune oratoire.
- La tour :
  - elle a la forme d'un cylindrique de révolution haut de 105,16 mètres partagé en 32 étages et parcouru par quatre ascenseurs pour le public et un pour le service. Le toit accueille une hélisurface,
  - hormis un restaurant, avec vue panoramique sur Nairobi, au 27e étage et de nombreuses salles de réunion de travail pouvant accueillir de 12 à 70 participants, la tour possède sept salles de conférence modulables[5] :
    - Tsavo ballroom, 5 000 personnes en agencement « cocktail », 4 000 en disposition « théâtre » et 2 500 en structure « banquet »,
    - Lenana and Aberdare hall, séparable en deux modules, il peut accueillir entre 650 et deux fois 100 personnes selon la modulation et l'agencement,
    - Taifa hall, entre 200 et 150 personnes,
    - Simba hall, entre 150 et 100 personnes.

Le KICC est complété par le COMESA grounds. Il s'agit d'un parking non couvert pour plus de 1 000 automobiles pouvant accueillir des expositions ou des concerts.

## Hiérarchie parmi les gratte-ciels
(octobre 2017).
À la fin du premier trimestre de 2013, le Centre international de conférence Kenyatta, en termes de hauteur de bâtiment, est classé :
- à la 71e place en Afrique,
- à la 7e place en Afrique de l'Est,
- à la 3e place au Kenya et à Nairobi[6],[note 1].

Lorsque les UAP Park Towers, d'une hauteur de 130 m, seront terminées en 2015, le KICC perdra une place dans la hiérarchie des gratte-ciel.

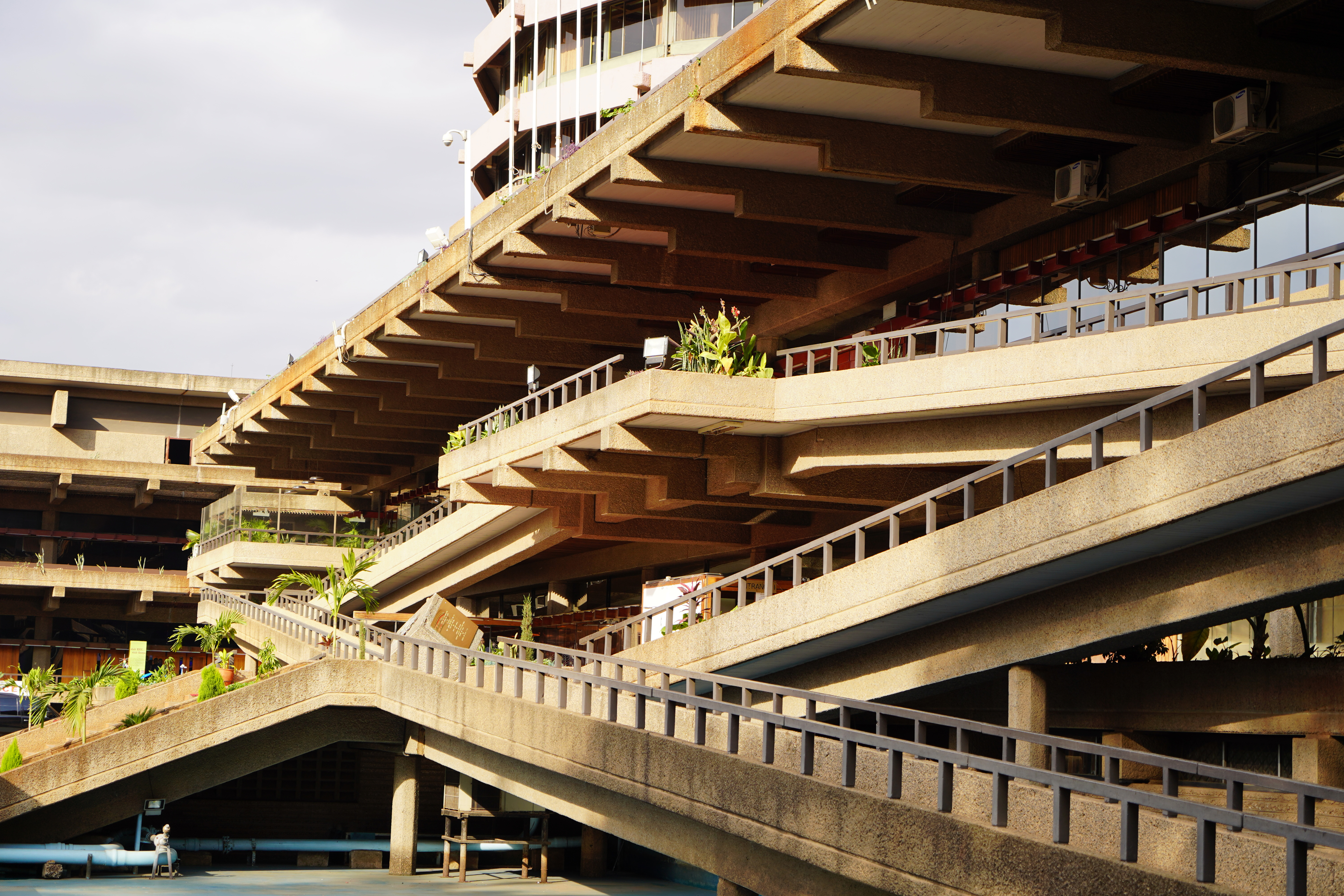
Kenyatta International Convention Centre, Nairobi, architecte Karl Henrik Nøstvik, entrée

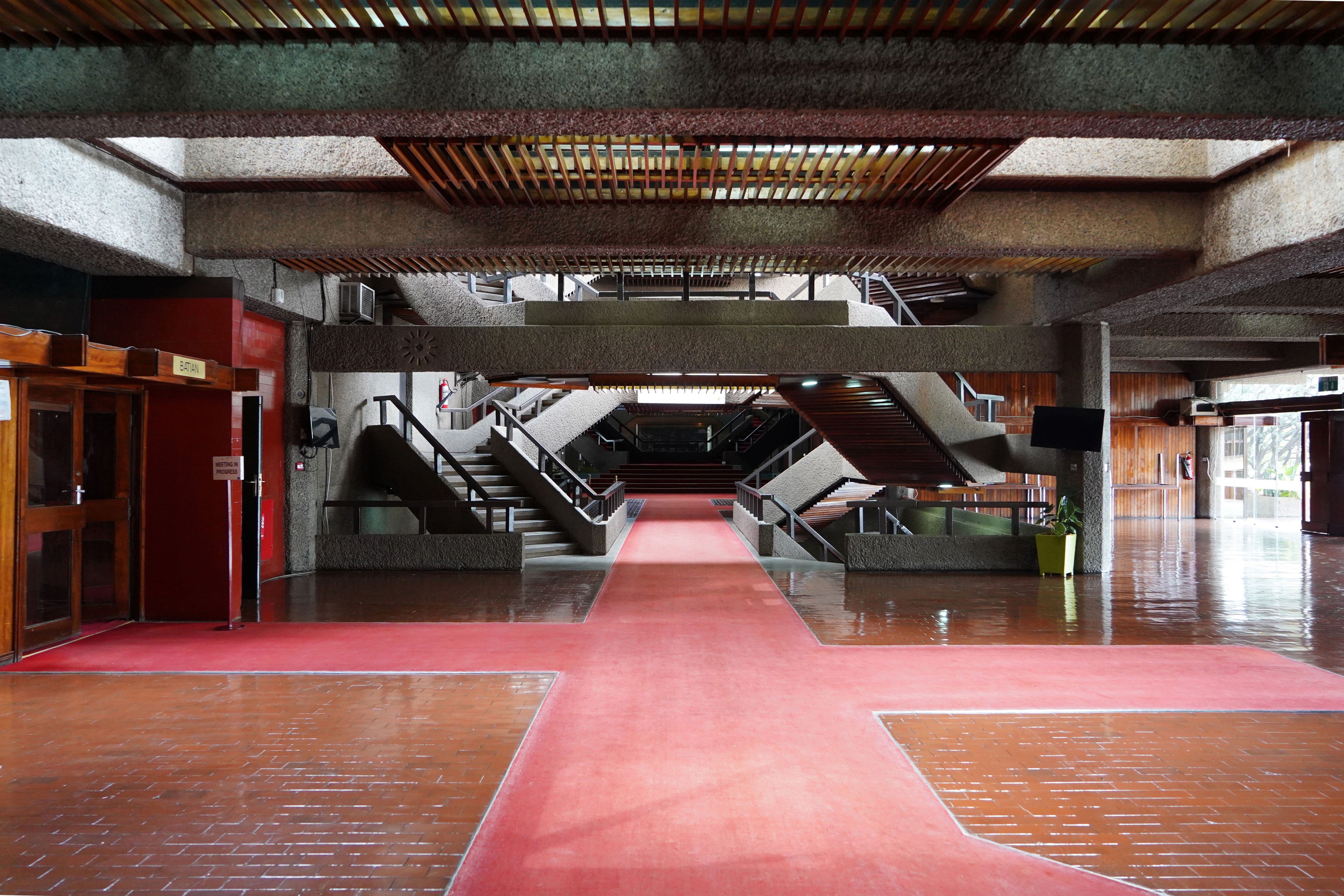
Kenyatta International Convention Centre, Nairobi, architecte Karl Henrik Nøstvik, hall